# Hypomecis plumulata
Hypomecis plumulata là một loài bướm đêm trong họ Geometridae.